# Sasha Pieterse
Sasha Pieterse (Johannesburg, 17 februari 1996) is een Zuid-Afrikaanse actrice en zangeres. Ze is vooral bekend door haar rol als Alison DiLaurentis in de Amerikaanse serie Pretty Little Liars op ABC Family.

## Levensloop en begin carrière (2003-heden)
Sasha Pieterse is geboren in Johannesburg, Zuid-Afrika in 1996. In 1999 verhuisde ze met haar familie naar Las Vegas in de Verenigde Staten. Een paar jaar later verhuisden ze naar Los Angeles. Pieterses ouders waren professionele dansers die over de hele wereld optraden. Ze heeft steeds graag op het podium gestaan en ontmoette al gauw een agent die haar een modellencontract aanbood en haar introduceerde in de filmwereld. Op vierjarige leeftijd begon ze mee te doen in commercials.
Pieterse speelde op zesjarige leeftijd (2002) Buffy in haar eerste serie Family Affair. In 2004 speelde ze in House M.D. en Stargate SG-1. In 2005 speelde ze Marissa de ijsprinses in haar eerste film, The Adventures of Shark Boy and Lava Girl.
Pieterse speelde mee in verschillende reclamespotjes zoals voor Nesquik en Firestone Tires. Ook verscheen ze op een billboard voor Supercuts en ze zong en modelleerde in de Macy's Passport Fashion Show. Dit alles was het begin van haar acteercarrière. Daarna kreeg ze een hoofdrol in Pretty Little Liars: the perfectionists.

## Pretty Little Liars en muziekcarrière
Pieterse is het meest bekend geworden door haar rol Alison in Pretty Little Liars. Pieterse is naast actrice ook actief als zangeres. Ze postte in april 2013 de hoes van haar single "This Country Is Bad Ass" op Instagram. In 2013 bracht ze de singles "RPM" en "I Can’t Fix You" uit. Sasha heeft haar carrière uitgebreid door in meerdere films te spelen en daarmee heeft ze de aandacht getrokken van vele mensen.

## Privé
Pieterse is sinds 2018 gehuwd en is moeder van een zoon.

## Filmografie
- The Adventures of Sharkboy and Lavagirl in 3-D (2005)
- The Air I Breathe (2007)
- Good Luck Chuck (2007)
- X-Men: First Class (2011)
- G.B.F. (2013)
- Inherent Vice (2014)
- Burning Bodhi (2015)
- Coin Heist (2017)
- The Honor List (2018)

### Televisie
*Exclusief eenmalige optredens
- Family Affair (2002–2003)
- Wanted (2005)
- Heroes: Slow Burn (2009) (webserie)
- Heroes (2009–2010)
- Pretty Little Liars (2010–2017)
- Pretty Little Liars: The Perfectionists (2019)

## Discografie
- This Country Is Bad Ass (2013) (single)
- R.P.M. (2013) (single)
- I Can't Fix You (2013) (single)
- No (2013) (single)

## Prijzen en nominaties
In 2003 won ze de Young Artist Award voor beste acteerprestatie in een televisieserie (komedie of drama, 10 jaar of jonger) voor haar prestatie in Family Affair. Ook was ze voor dezelfde serie genomineerd in de categorie beste samenspel in een tv-serie. Hier won ze echter niet. In 2014 won ze een Teen Choice Award in de categorie "Choice TV Breakout Star: Female" voor haar rol als Alison Dilaurentis in de televisieserie Pretty Little Liars.
- Bibliothèque nationale de France: cb16623843n (data)
- Gemeinsame Normdatei: 1207934119
- International Standard Name Identifier: 0000 0003 6967 2940
- Library of Congress Control Number: no2012049063
- Virtual International Authority File: 239695168
- WorldCat: E39PBJdM84HmQRfQQqR9XBXcfq